# Ambroisie (Hyade)
Pour les articles homonymes, voir Ambroisie.
Dans la mythologie grecque, Ambroisie était le nom d'une des hyades, nourrices de Zeus puis de Dionysos. Elle est la fille d' Océan ou Atlas et de Pléioné ou Éthra.

## Mythologie
Les Hyades, dont Ambroisie fait partie, furent les nourrices de Zeus à Dodone. 
Après la naissance de Dionysos (futur dieu du vin), celui-ci fût à son tour confié enfant à Ambroisie et à ses sœurs. 
Plus tard, elle fut poursuivie et tuée par Lycurgue. En effet, ce dernier assaillit Dionysos encore enfant alors que, escorté par les Hyades, le jeune dieu traversait ses terres sur le mont Nysa, forçant le groupe à fuir et en tuant plusieurs. En mourant, Ambroisie se transforma en vigne, emprisonnant le meurtrier dans ses branches jusqu'à ce que le dieu revienne.
Selon une autre version, Ambroisie était l'une des douze filles d'Atlas et de Pléioné et l'une des cinq sœurs (les Hyades, en latin Sicule ) qui à la mort de leur seul frère, Hyas, tué par un lion (ou un sanglier), pleuraient tellement que, selon les mythes, elles se transformèrent en étoiles ou furent transformées par les dieux émus, devenant ainsi la constellation des Hyades tandis que leur frère Hyas fut transformé en la constellation du Verseau.